# 람 나트 코빈드
람 나트 코빈드(힌디어: राम नाथ कोविन्द, 벵골어: রাম নাথ কোবিন্দ, 1945년 10월 1일 ~ )는 인도의 정치인이다. 2017년 7월 17일에 열린 인도 대통령 선거에 집권 여당인 인도 인민당 후보로 출마하여 65.6% 득표율로 당선되었다. 인도에서 두 번째로 최하층 신분인 '달리트', 이른바 불가촉 천민 출신 대통령이 당선되어 사회 통합에 역할에 주목받고 있다. 7월 25일 프라나브 무케르지 대통령을 승계하여 인도의 제14대 대통령으로 취임하였다.

## 역대 선거 결과
| 선거명      | 직책명        | 대수 | 정당         | 득표율 | 득표수    | 결과 | 당락 |
| ----------- | ------------- | ---- | ------------ | ------ | --------- | ---- | ---- |
| 2017년 선거 | 인도의 대통령 | 14대 | 국민민주동맹 | 65.65% | 702,044표 | 1위  |      |

## 같이 보기
- 인도의 대통령